# Mark di Suvero
Mark di Suvero (né Marco Polo di Suvero en 1933 à Shanghai) est un sculpteur américain associé au mouvement de l'expressionnisme abstrait.

## Biographie
Né en Chine de parents italiens expatriés, il arrive à San Francisco en 1941 avec sa famille. De 1953 à 1957, il suit des cours d'art à l'université de Californie à Santa Barbara. Il fait sa première exposition en 1960. Il s'établit ensuite à New York, en plein dans l'effervescence de l'expressionnisme abstrait. Il s'intéresse alors à la sculpture en acier soudé. En 1962, il est cofondateur, avec John Raymond Henry, Kenneth Snelson, Lyman Kipp et Charles Ginnever, de la galerie associative Park Place à SoHo au tout début de la reconversion du quartier.
En désaccord avec la politique de son pays durant la guerre du Viêt Nam, il crée une sculpture La Tour de la paix à Los Angeles, puis s'exile en 1971 pour une dizaine d'années en Europe, notamment en France à Chalon-sur-Saône. Il retourne à la fin des années 1970 dans son pays où il est reconnu alors pour ses sculptures monumentales, utilisant notamment des poutrelles d'aciers soudées et peintes (souvent en rouge), qu'il érige dans les lieux publics.
Il vit et travaille à New York, Chalon-sur-Saône et Petaluma en Californie.

## Œuvres

### Aux États-Unis
- Californie
  - Spud, 1967, musée d'art du comté de Los Angeles, Los Angeles
  - Teha, 1971, musée d'art du comté de Los Angeles, Los Angeles
  - Pre-Natal Memories, 1976, musée d'art contemporain, Los Angeles
  - Prison Dream, 1961, musée d'art contemporain, Los Angeles
  - Ol' One Tooth, 1978, Palm Springs Art Museum, Palm Springs
  - Ferro, 1982, musée d'art moderne de San Francisco, San Francisco
  - Pax Jerusalem, 1999, California Palace of the Legion of Honor, San Francisco
  - Miwok, 1981, Center for Clinical Sciences de l'université Stanford, Palo Alto
  - The Sieve of Eratosthenes, 1999, Iris & B. Gerald Cantor Center for Visual Arts, université Stanford, Palo Alto
  - Shoshone, 1982, 444 S. Flower, Los Angeles
  - Applebone, 1987, Clos Pegase Winery, Calistoga
  - Crochet, 1974, Gersh, Phillip & Beatrice, Los Angeles
  - Homage to Charlie Parker, 1975, Oakland Museum, Oakland
  - Isis, 1978, North Harbor Drive & Laurel Street, San Diego
  - Sea Change, 1978, South Beach Park, Pier 40, San Francisco
  - Voxel 2000, 2000, Venice Beach
  - Symbiosis, 1989, Runnymede Sculpture Farm, Woodside
  - Yi!, 1983-86, Runnymede Sculpture Farm, Woodside

- Colorado
  - Lao Tzu, 1991, musée d'art de Denver, Denver

- Connecticut
  - Alpha, 1968, Art Gallery de l'université Yale, New Haven

- District de Columbia
  - Are Years What? (For Marianne Moore), 1967, Hirshhorn Museum and Sculpture Garden, Washington
  - Homage to Martin Luther King, 1968, Hirshhorn Museum and Sculpture Garden, Washington
  - The A Train, 1965, Hirshhorn Museum and Sculpture Garden, Washington
  - Aurora, 1993, National Gallery of Art, Washington

- Floride
  - Untitled, 1967, Federal Reserve Bank - Miami Branch, Miami
  - Bojangles, 1966-67, Martin Margulies Sculpture Park, université internationale de Floride, Miami
  - Untitled, 1977, Martin Z. Margulies Sculpture Park, université internationale de Floride, Miami

- Hawaii
  - Gualala, 1977, Honolulu Academy of Arts
  - Shadowdance, 1984,  Honolulu Advertiser, Honolulu

- Illinois
  - No Title for Sure, 1968, musée d'art contemporain, Chicago
  - Prairie Chimes, 1969, Governors State University, University Park, Chicago
  - Yes! For Lady Day, 1969, Nathan Manilow Sculpture Park, University Park, Chicago

- Indiana
  - Helmholtz, 1985, Fort Wayne Museum of Art, Fort Wayne
  - Han, 1979, Fort Wayne Museum of Art, Fort Wayne
  - Keepers of the Fire, 1980, Century Center, South Bend
  - Snowplow, 1968, musée d'art d'Indianapolis, Indianapolis

- Iowa
  - Shadowframe, 1973, Des Moines Art Center, Des Moines
  - Untitled, 1971, University of Iowa Museum of Art, Iowa City

- Kentucky
  - Untitled, 1972,  University of Kentucky Art Museum,  Lexington
  - Pollock's Indians, 1976,  Speed Art Museum,  Louisville

- Maine
  - Untitled (Hand), 1959,  Bowdoin College Museum of Art, Brunswick

- Maryland
  - Under Sky/One Family, 1980, The City of Baltimore, Baltimore
  - Sister Lu, 1979, musée d'art de Baltimore, Baltimore

- Massachusetts
  - Aesop's Fables, II, 2005, MIT List Visual Arts Center, Cambridge
  - NJT, 1960, List Visual Arts Center, Cambridge
  - Huru, 1984, Arts on the Point Sculpture Park, Boston
  - Sunflowers for Vincent, 1983, DeCordova Museum and Sculpture Park, Lincoln
  - Untitled, 1972,  Smith College Museum of Art, Northampton

- Michigan
  - For Ben Webster, 2001, Frederik Meijer Gardens and Sculpture Park, Grand Rapids
  - Scarlatti, 2000, Frederik Meijer Gardens and Sculpture Park, Grand Rapids
  - For Mother Teresa, 1998, Cranbrook Art Museum, Bloomfield Hills
  - Motu Viget, 1977, Gerald R Ford Federal Building, Grand Rapids
  - Pablo's Legacy, 1980,  Detroit Institute of Arts, Détroit
  - Tom, 1959,  Detroit Institute of Arts, Détroit

- Minnesota
  - Gorky's Pillow, 1987,  Franconia Sculpture Park, Franconia
  - Inner Search, 1980,  Norwest Operations Center, Minneapolis
  - Arikidea, 1982, Walker Art Center, Minneapolis
  - Molecule, 1983, Walker Art Center, Minneapolis
  - Stuyvesant's Eye, 1965, Walker Art Center, Minneapolis

- Missouri
  - Bornibus, 1973, Laumeier Sculpture Park, Saint-Louis
  - Destino, 2003, Laumeier Sculpture Park, Saint-Louis
  - Old Buddy (for Rosko), 1993-95, Laumeier Sculpture Park, Saint-Louis
  - Tumbleweed, 1985-87, Laumeier Sculpture Park, Saint-Louis
  - Praise for Elohim Adomnai, 1966, Saint Louis Art MuseumSaint-Louis
  - Rumi, 1991, musée d'art Nelson-Atkins, Kansas City

- Nebraska
  - Old Glory, 1986, Sheldon Memorial Art Gallery and Sculpture Garden, université du Nebraska à Lincoln, Lincoln

- New Hampshire
  - X-Delta, 1970,  Hood Museum of Art,  Hanover

- New York
  - Caramba, 1994,  Riggio, Leonard, Bridgehampton
  - Jive, 1977, Pratt Institute Sculpture Park, Brooklyn
  - Cubo Arcane, 1997, The Museum of Modern Art, New York
  - Exclamation, 1980-81, The Museum of Modern Art, New York
  - For Gonzalez, 1973, The Museum of Modern Art, New York
  - For Roebling, 1971, The Museum of Modern Art, New York
  - Ladderpiece, 1962,  The Museum of Modern Art, New York
  - Hankchampion, 1960,  Whitney Museum of American Art,  New York
  - New York Dawn (for Lorca), 1965,  Whitney Museum of American Art, New York
  - Joie de Vivre, 1998, parc Zuccotti, Manhattan
  - Mon Père, Mon Père, 1975, Storm King Art Center, Mountainville
  - Mother Peace, 1970, Storm King Art Center, Mountainville
  - Mozart's Birthday, 1989, Storm King Art Center, Mountainville
  - Pyramidian, 1998, Storm King Art Center, Mountainville
  - One O'Klock, 1968-69,  Nassau County Museum of Art, Roslyn Harbor
  - Double Tetrahedron, 2004, Salem Art Works, Salem
  - For Euler, 1997, Salem Art Works, Salem

- Caroline du Nord
  - To Be, 1996, Weatherspoon Art Museum, Greensboro

- Ohio
  - Atman, 1979, musée d'art de Cincinnati, Cincinnati
  - Blubber, 1980, musée d'art de Toledo, Toledo
  - Eagle Wheel, 1979, Akron Art Museum, Akron
  - For Kepler, 1995, Miami University Art Museum, Oxford
  - Tock, 1971, Weston, Harris & Alice, Cincinnati

- Pennsylvanie
  - Victor's Lament, 1970, Martin Art Gallery, Allentown
  - Iroquois, 1999, Fairmount Park, Philadelphie

- Rhode Island
  - Untitled, 1969, Museum of Art, Providence

- Texas
  - Untitled, 1980, Buhsnami Sculpture Garden, Burton
  - Ulalu, 2001, Bayfront Arts and Science Park, Corpus Christi
  - Proverb, , Morton H. Meyerson Symphony Hall, Dallas
  - Ad Astra, 2005, Northpark Center Mall, Dallas
  - Eviva Amore, 2001, Nasher Sculpture Center, Dallas
  - For W.B. Yeats, 1987, Nasher Sculpture Center, Dallas
  - In the Bushes, 1975, Nasher Sculpture Center, Dallas
  - Ave, 1973, Dallas Museum of Art, Dallas
  - Bygones, 1976, Menil Collection, Houston
  - First European Variable Sculpture, 1973, Janie C. Lee Gallery, Houston
  - Pranath Yama, 1978, Baylor College of Medicine, Houston

- Washington
  - Scissors, 1976, Restricted Owner, Bellevue
  - For Handel, 1975, université Western Washington, Bellingham
  - Mindseye, 1978, université Western Washington, Bellingham
  - The Answer,, Jon et Mary Shirley, Medina
  - Charles, Merrill, Robin, Bing, 1967,  Restricted Owner, Seattle
  - Hand, 1962,  Restricted Owner, Seattle
  - Bunyon's Chess, 1965, Olympic Sculpture Park, Seattle Art Museum
  - Schubert Sonata, 1992, Olympic Sculpture Park, Seattle

- Wisconsin
  - Lover, 1973, The Bradley Family Foundation Sculpture Garden, Milwaukee
  - Poland, 1968, The Bradley Family Foundation Sculpture Garden, Milwaukee
  - The Calling, 1982, Bluff Park, Milwaukee

### Dans le monde
- Allemagne
  - L'Allume, 1992, Bonn

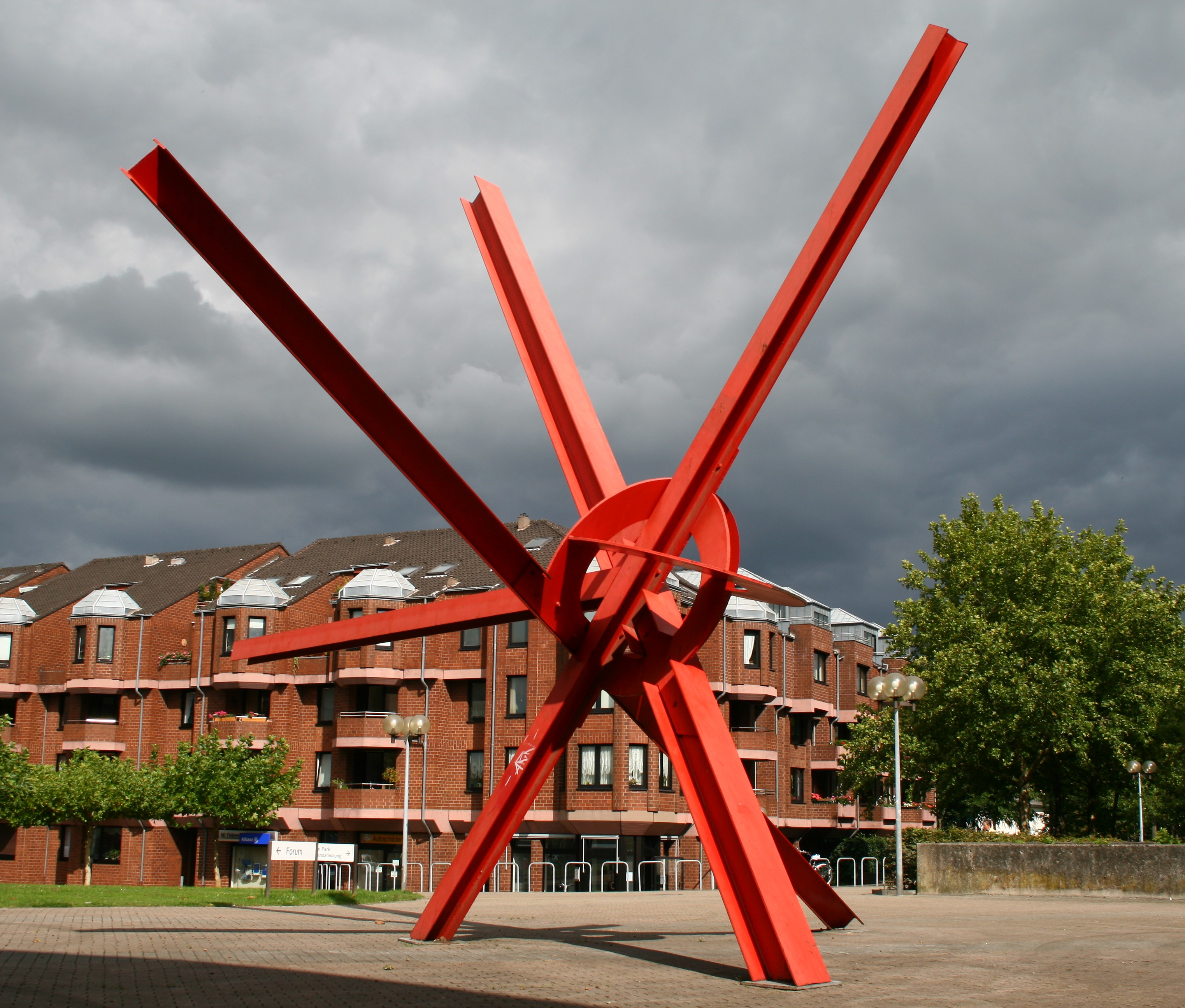
New Star en Allemagne.

  - Racine du Naos, 1996, Skulpturenpark Köln, Cologne
  - Galileo, 1996, DaimlerChrysler Collection, Potsdamer Platz, Berlin

- Australie
  - Ik ook, 1972, Galerie nationale d'Australie, Canberra

- Canada
  - Sticky Wicket, 1978, Art Gallery of York University, Toronto, ONT

- Espagne
  - Homage to Brancusi, 1962, musée d'art contemporain de Barcelone - MACBA, Barcelone

- France
  - Étoile Polaire, 1973, musée de Grenoble, Grenoble
  - Étoile du Jour, 1991, quai André-Citroën, Paris
  - Extase, 1991, Technopôle Brest-Iroise, Brest
  - Vivaldi II, 1993, École régionale des beaux-arts de Valence, Valence
  - Place of the Invalids, 1997, Chalon-sur-Saône
  - Ulalu, 2007, Valenciennes

- Pays-Bas
  - K-piece, 1972, musée Kröller-Müller, Otterlo

- Suède
  - Blue Arch for Matisse, 1962, Moderna Museet, Stockholm

## Expositions
« Mark di Suvero : sculptures monumentales in situ », Paris, 1997 : sites : esplanade des Invalides, nouvelle Bibliothèque nationale de France, esplanade de la Cité des sciences de La Villette, place Saint-Germain-des-Prés, place de Fontenoy devant l'UNESCO. Présentation et publication par Daniel Marchesseau